# Język banjumasański
Język banjumasański (Basa Banyumasan) – język austronezyjski używany na wyspie Jawa w trzech prowincjach − Środkowej, Zachodniej i Banten. Posługuje się nim od 12 do 15 mln osób. We współczesnej klasyfikacji lingwistycznej najczęściej jest uważany za dialekt języka jawajskiego. Niezależnie od tego w ramach etnolektu banjumasańskiego można wyróżnić (sub)dialekty: tegelański (obszar północny), banjumasański (obszar południowy) i banteński (prowincja Banten).